# Valadares (Vila Nova de Gaia)
Valadares ist ein Ort und eine ehemalige Gemeinde im Nordwesten Portugals. Der Ort gehört zur Metropolregion von Porto.

## Verwaltung
Valadares war Sitz einer gleichnamigen Gemeinde (Freguesia) im Kreis (Concelho) von Vila Nova de Gaia im Distrikt Porto. Die Gemeinde hatte eine Fläche von 5,1 km² und 10.676 Einwohner (Stand 30. Juni 2011).
Folgende Ortschaften liegen im Gebiet der ehemaligen Gemeinde:
| - Aldeia - Barroco - Campolinho - Crasto - Chamorra | - Estação - Francelos - Paço - Pedreiras - Penedo | - Praia de Valadares - Sameiros - Tartumil - Valadarinhos - Vila-Chã |

Im Zuge der Gebietsreform vom 29. September 2013 wurden die Gemeinden Valadares und Gulpilhares zur neuen Gemeinde União das Freguesias de Gulpilhares e Valadares zusammengeschlossen.

## Verkehr

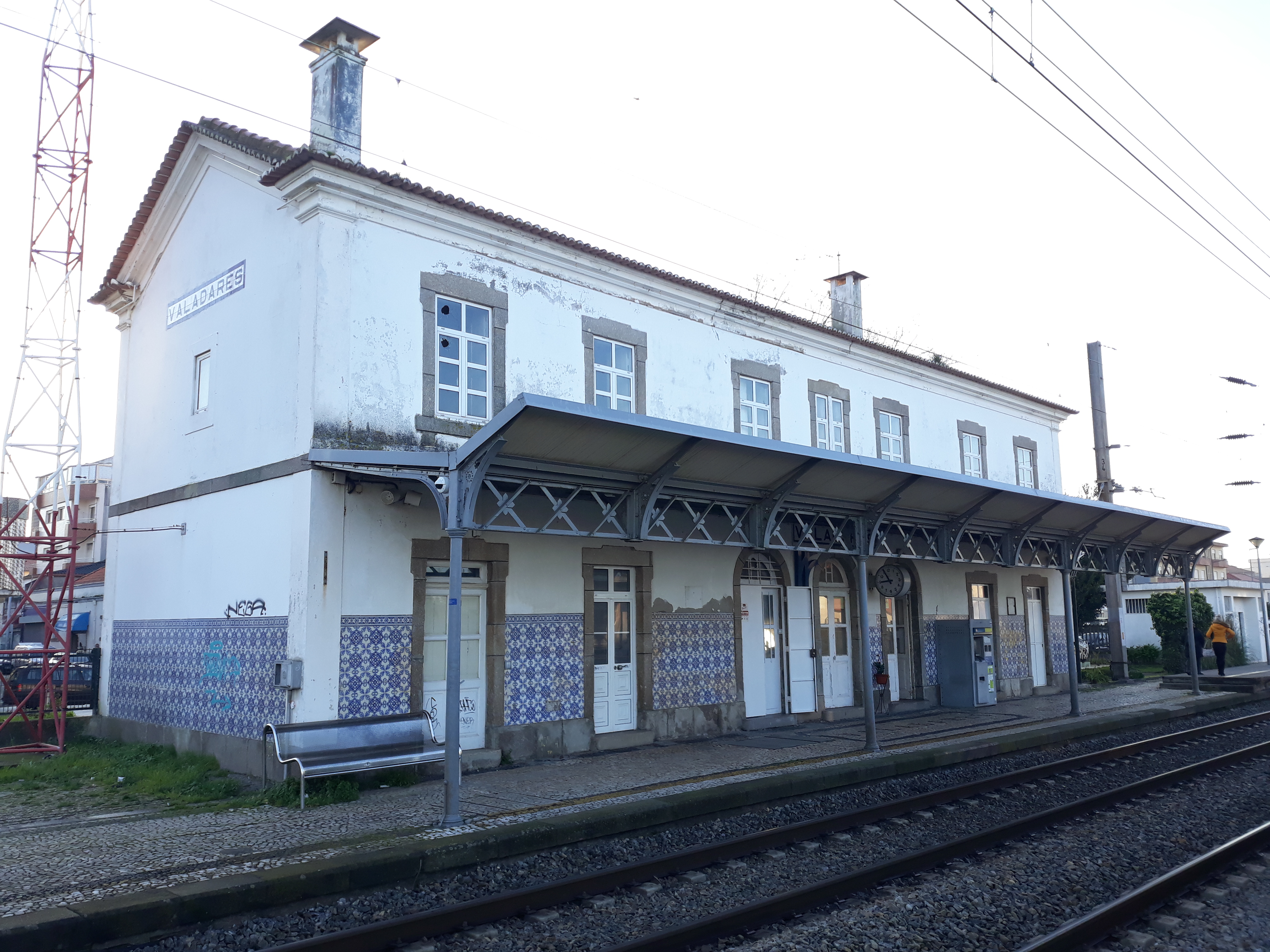
Der Bahnhof von Valadares

Valadares liegt an der Linha do Norte, der wichtigsten Eisenbahnstrecke des Landes. Hier halten allerdings keine Fernzüge, sondern Vorortzüge des Großraum Portos.
Auch über die Buslinien 901 und ZF der STCP ist Valadares an V.N. Gaia und den Großraum Porto angebunden, außerdem befährt die private Busgesellschaft Seluve hier Buslinien in städtischer Konzession.
Über den eigenen Anschluss an die A44 ist Valadares direkt in das Autobahnnetz des Landes eingebunden.

## Bauwerke
- Edifício Heliantia (auch Clínica Sanatorial Heliantia)
- Sanatório Marítimo do Norte

## Sport
Der Fußballverein Valadares Gaia FC wurde erst 2011 gegründet und spielt aktuell (Saison 2020/21) bereits im Campeonato Nacional de Seniores, der dritten portugiesischen Liga.
Noch viel erfolgreicher ist die Frauenmannschaft, die in der ersten Liga spielt, dem Campeonato Nacional de Futebol Feminino. 2016 gewann der Klub den Portugiesischen Fußball-Supercup der Frauen gegen den Meister CF Benfica.

## Persönlichkeiten
- Guilherme Camarinha (1912–1994), Maler
- António Reis (1927–1991), Filmregisseur, Drehbuchautor und Lyriker, bedeutender Akteur des Neuen Portugiesischen Films
- Paulo Barros (* 1963), Musiker, Gründungsmitglied der Heavy-Metal-Band Tarantula